# برليت

منحنى أطوار الحديد والكربون, ويتبين منه سبيكة البرليت للحديد الكربوني.

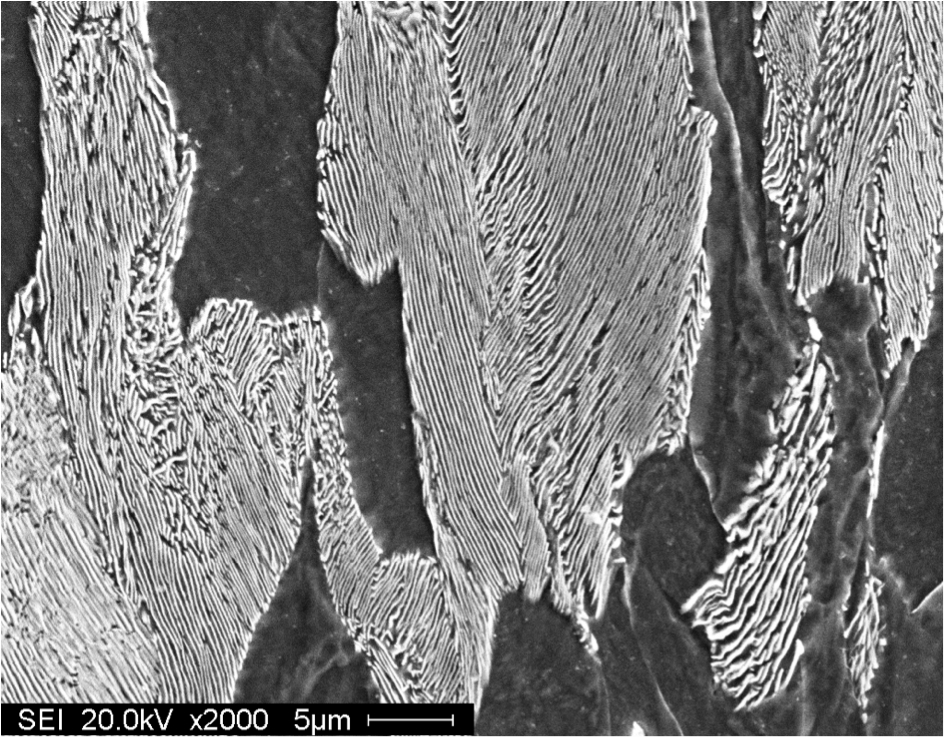
صورة للبرليت ملتقطة بالمجهر الإلكتروني الماسح بقوة تكبير 2000 مرة.

 البرليت  (بالإنجليزية: Pearlite)‏ بنية رقائقية من الحديد تتكون من طبقات متبادلة من الفيريت (88 ٪ من الوزن) والسمنتيت (12 ٪ من الوزن)، وهو النظام الذي يتواجد في بعض أنواع الصلب والحديد الزهر. وفي الواقع، فإن المظهر الطبقي مضلل لأن تلك الطبقات ثلاثية الأبعاد؛ لذا فكل رقاقة من الفريت أو السمنتيت محاطة برقائق أخرى من الفريت والبرليت. في سبائك الحديد والكربون، يتكون البرليت خلال التبريد البطئ للأوستنيت من خلال تحول يوتكتي يتم عند 727 ° م.
يحتوي الأوستنيت عند نقطة الإيوتكتويد من حوالي 0.77 % كربون؛ وإذا احتوى الصلب على نسبة كربون أقل فستكون بالصلب نسبة من بلورات الفريت النقية نسبيًا والتي لا تشارك في التفاعل الإيوتكتويدي ولا يمكن تحويلها إلى برليت. وعلى العكس، إذا احتوى الصلب على نسبة كربون أكثر من 0.77 % كربون، فسيتكون بالصلب بلورات من السمنتيت قبل وصوله إلى نقطة الإيوتكتويد. يمكن حساب نسبة الفريت أو السمنتيت التي تكونت فوق نقطة الإيوتكتويد من منحنى الحديد والكربون باستخدام قاعدة الذراع [الإنجليزية].
اكتشف البرليت لأول مرة بواسطة هنري كليفتون سوربي [الإنجليزية]، والذي أطلق عليه في البداية "سوربيت"، ولكن تشابه بنيته المجهرية مع عرق اللؤلؤ، كان سببًا في تغيير اسمه للاسم الحالي.
من الممكن أن يكون البرليت صلد وقوي، ولكنه ليس متينًا. كما أنه له مقاومة جيدة للبلي بسبب بنيته الرقائقية من الفريت والسمنتيت. يستخدم الصلب ذي البنية المجهرية من البرليت في صناعة أدوات القطع والأسلاك والسكاكين والأزاميل والمسامير عالية التحمُّل.

## اقرأ أيضا
- منحنى أطوار الحديد والكربون
- نظام أصهري
- سمنتيت
- أوستنيت
- ليديبوريت
- مخطط أطوار